# Монастир Кошна
Монастир Кошна (рум. Mănăstirea Coșna) — чоловічий православний монастир РумПЦ у Південній Буковині.

## Історія
Монастир було засновано 1929 року у селищі Дорна-Кандренілор (нині Сучавський повіт Румунія).
Монастирський храм — церква свв. Петра і Павла.
Престольне свято — 29 червня.

## Персоналії
- Мефодій (Мензак) (* 28 жовтня 1914 — † 23 жовтня 1974) — український православний діяч, архієрей РПЦ.